# Pasar Lama (Lahat)
Pasar Lama is een bestuurslaag in het regentschap Lahat van de provincie Zuid-Sumatra, Indonesië. Pasar Lama telt 10.424 inwoners (volkstelling 2010).